# Thebe (Tochter des Asopos)
Thebe (altgriechisch Θήβη Thḗbē) ist in der griechischen Mythologie die Tochter des Flussgottes Asopos und der Metope. Diese Thebe war Geliebte des Zeus und danach Frau des Zethos, der mit seinem Bruder Amphion Theben eroberte. Die Stadt, die vorher Kadmeia beziehungsweise Echionia hieß, nannten sie der Frau des Zethos zu Ehren Theben.